# 舊營
舊營，是臺灣臺南市鹽水區的一個傳統地域名稱，位於該區中部，並向東南延伸至邊界。相較於今日行政區，其範圍大致包括文昌里東半部不含東北端、三明里東北半部不含東端及北端、太北里西北端、橋南里南半葉的西部邊界地帶不含其中段。
本地區境內主要聚落為舊營、後藔（寮），各設有一間小學。

## 歷史
台灣日治初期，舊營地區為一街庄（舊制街庄），稱為「舊營庄」，隸屬於鹽水港堡。該庄昔日西北與下中庄為鄰，東北及東與鹽水港街為鄰，東南邊為太子宮庄，南邊為下角帶圍庄、番仔厝庄，西邊為孫厝藔庄。
1901年（日治明治三十四年）11月11日，全台廢縣廳改設二十廳，該庄隸屬於鹽水港廳。1904年（明治三十七年）4月1日，該庄編入「舊營區」，隸屬於鹽水港廳。1906年（明治三十九年）4月1日，鹽水港廳內管轄區域調整，該庄仍隸屬於「舊營區」。1909年（明治四十二年）10月25日，全台合併二十廳為十二廳，舊營區改隸屬於嘉義廳。1920年（大正九年）10月1日，全台地方制度大改正，廢十二廳改設五州二廳，該庄改制為「舊營」大字，隸屬於臺南州新營郡鹽水街（新制街庄）。
戰後鹽水街改制為鹽水鎮，隸屬於臺南縣，大字亦改制為里。1950年10月25日，雲、嘉、南分治，鹽水鎮仍隸屬於臺南縣。2010年12月25日，臺南縣、市合併為直轄臺南市，鹽水鎮改制為鹽水區。

## 聚落
本地區發展較早的聚落有舊營、後藔等，在日治期初期的官方地圖上已有記載。

## 交通
省道台19線又稱「中央公路」，是彰化至永康的幹道，經過本地區舊營聚落西北郊。由該道路北行可前往嘉義縣義竹鄉、朴子市、六腳鄉、雲林縣北港鎮等地，南行可前往學甲區、佳里區、西港區、安定區等地。
省道台19甲線是鹽水至赤崁的幹道，經過本地區東北角。由該道路北行可前往鹽水市區西南側的省道台19線轉角路口；南行可前往新營區西南部、下營區、麻豆區、善化區等地。
市道172號是布袋至澐水的道路，經過本地區東北部邊界地帶，該路段分別與省道台19線、台19甲線共線。由該道路西行可前往嘉義縣義竹鄉、布袋鎮，並止於布袋市區；東行可前往新營區、後壁區南部、白河區、嘉義縣中埔鄉，並止於省道台3線路口。
區道南3線是羊稠厝至鹽水的道路，其東側端點（終點）位於本地區東北部邊界地帶的省道台19線路口。
區道南5線是牛稠子至歡雅的道路，經過本地區西端。
區道南5-1線是義稠－後寮的道路，其西側端點（起點）位於本地區東北部的區道南74線路口。
區道南73線是舊營至莿桐寮（實際終點在姑爺）的道路，其北側端點（起點）位於本地區舊營聚落北郊的省道台19線路口，經過舊營聚落西北側。

## 學校
- 仁光國小
- 文昌國小